# Zoubovtsé (Vraptchichté)
Zoubovtsé (en macédonien Зубовце ; en albanais Zuboci) est un village du nord-ouest de la Macédoine du Nord, situé dans la municipalité de Vraptchichté. Le village comptait 762 habitants en 2002.

## Démographie
Lors du recensement de 2002, le village comptait :
- Macédoniens : 478
- Albanais : 223
- Turcs : 58
- Serbes : 2
- Autres : 1